# Katharinenberg (Stralsund)

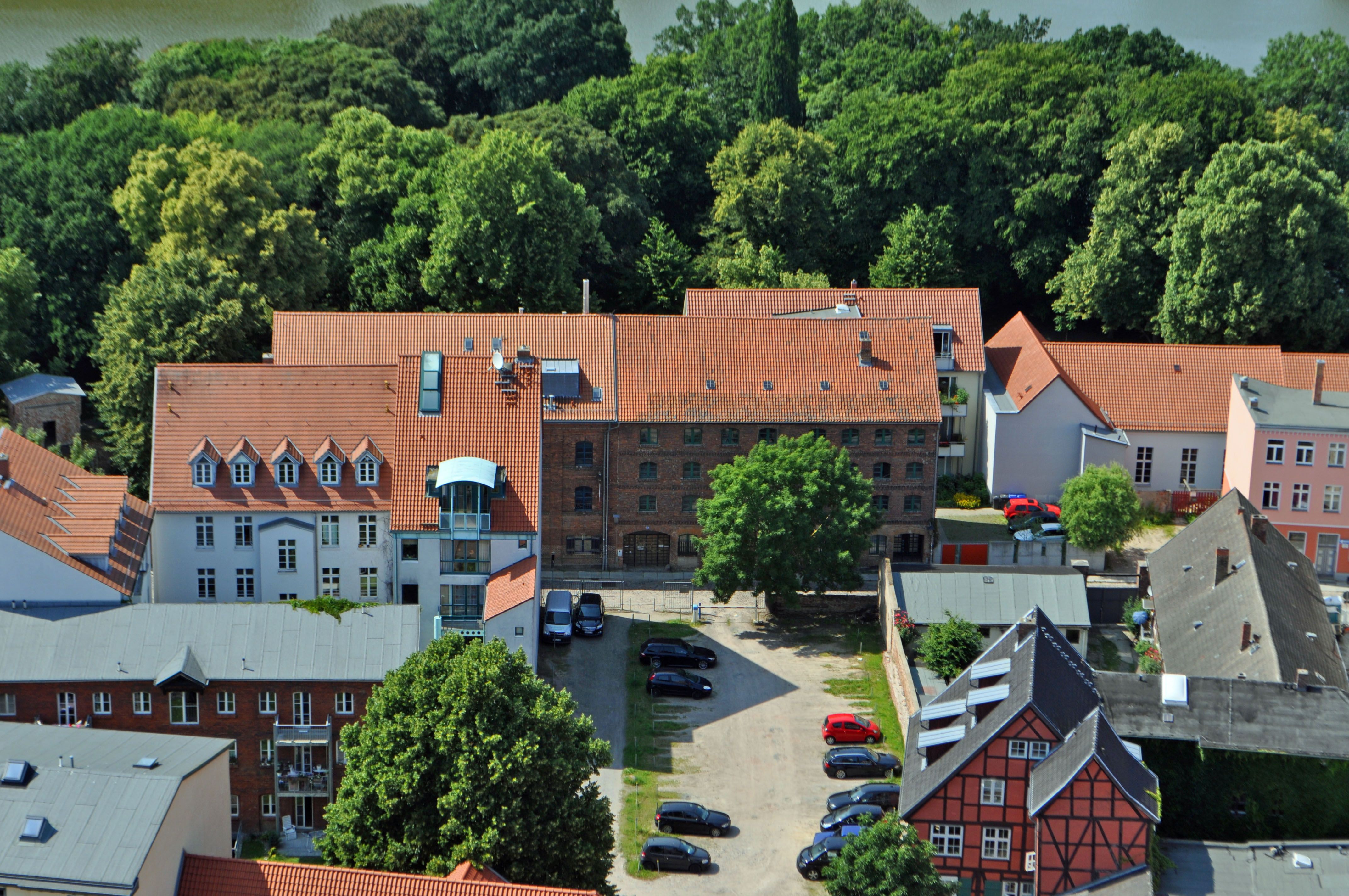
Blick zum Katharinenberg in Stralsund (2012)

Die Straße Katharinenberg im Stadtgebiet Altstadt in Stralsund verbindet die Mönchstraße am Apollonienmarkt mit der Kreuzung Tribseer Straße, Marienstraße, Knieperwall, Tribseer Damm und Frankenwall. Die Henning-Mörder-Straße geht vom Katharinenberg ab. Die zum Kerngebiet des UNESCO-Welterbes Historische Altstädte Stralsund und Wismar gehörende Straße verläuft entlang des vom Deutschen Meeresmuseum und Kulturhistorischen Museums genutzten ehemaligen Katharinenklosters und an der ehemaligen Stralsunder Stadtmauer.
Die Straße erhielt ihren Namen nach dem nahen Katharinenkloster. Erstmals taucht die Straße ab der Mitte des 15. Jahrhunderts in Urkunden auf. Im Jahr 1869 wurden mehrere Straßen zur Straße Katharinenberg zusammengefasst. Bis dahin hieß nur der Abschnitt zwischen der Mönchstraße und der Henning-Mörder-Straße Katharinenberg. Der Abschnitt zwischen Henning-Mörder-Straße und der Tribseer Straße hieß zunächst Hilkenhol; der Namensbestandteil „Hilke“ stammt wohl von einer ansässigen Familie, als „hol“ wurde eine Enge bezeichnet. Am westlichen Ende der Straße befand sich eine Rackerei, benannt nach dem mittelniederdeutschen Wort „Racker“ für Abdecker. Nach dieser Rackerei war etwa ab 1550 auch der Platz am westlichen Ende benannt; ab 1789 war der Platz Bestandteil des Hilkenhols.
Von den Häusern entlang der Straße Katharinenberg stehen neun unter Denkmalschutz (siehe auch Liste der Baudenkmale in Stralsund), nämlich die Gebäude Katharinenberg 1, Katharinenberg 7/7 a, Katharinenberg 10, Katharinenberg 12, Katharinenberg 13/13 a, Katharinenberg 14 (zum Katharinenkloster), Katharinenberg 30, Katharinenberg 34/35 und Katharinenberg 39 (Teil der Stadtbefestigung).
In der Straße wurde Mitte der 1920er Jahre das Gartenlokal „Volksgarten“ eröffnet, das später als Lokal mit dem Namen „Trocadero“ firmierte.